# Horokhiv
Horokhiv (tiếng Ukraina: Горохів) là một thành phố của Ukraina. Thành phố này thuộc tỉnh Volyn. Thành phố này có diện tích ? km2, dân số theo điều tra dân số năm 2023 là 8444 người.